# ساردوئین
ساردوئین  (به انگلیسی: Sardoine) با فرمول شیمیایی SiO2 از مجموعه کانی هاست و خواص فیزیکی و شیمیایی آن شبیه کالسدوئن است. به عنوان سنگ تزئینی مصرف دارد. از نام شهر Sardes در آسیای صغیر گرفته شده‌است. محلول در KOH SiO۲:۱۰۰٪  همراه با ادخالهای Al,Fe,Mg,Ca,Ni,Cr برای اولین بار در برزیل کشف شد و از نظر شکل بلور: منشوری، رنگ: قهوه‌ای - قهوه‌ای نارنجی - قهوه‌ای قرمز، شفافیت: نیمه شفاف، شکستگی: صدفی و در رده‌بندی اکسید است  
همایند کانی‌شناسی (پارانژ) آن کالسدوئن - اوانسیت است
کاربرد آن: به عنوان سنگ تزئینی مصرف دارد.، از نظر ژیزمان آسیای صغیر و روسیه یافت می‌شود.

## منبع
- پردیس کشاورزی ایران